# Руда (Лохвицька міська громада)
Руда́ — село в Україні, у Лохвицькій міській громаді Миргородського району Полтавської області. Населення становить 37 осіб. До 2020 року орган місцевого самоврядування — Токарівська сільська рада.

## Географія
Село Руда знаходиться за 2,5 км від лівого берега річки Артополот, за 1,5 км від села Старий Хутір та за 3 км від села Токарі. По селу протікає пересихаючий струмок з загатою. Поруч проходить автомобільна дорога Т 1705. 

## Історія
12 червня 2020 року, відповідно до розпорядження Кабінету Міністрів України № 721-р «Про визначення адміністративних центрів та затвердження територій територіальних громад Полтавської області», село увійшло до складу Лохвицької міської громади.

19 липня 2020 року, в результаті адміністративно - територіальної реформи та ліквідації Лохвицького району, село увійшло до складу новоутвореного Миргородського району Полтавської області.

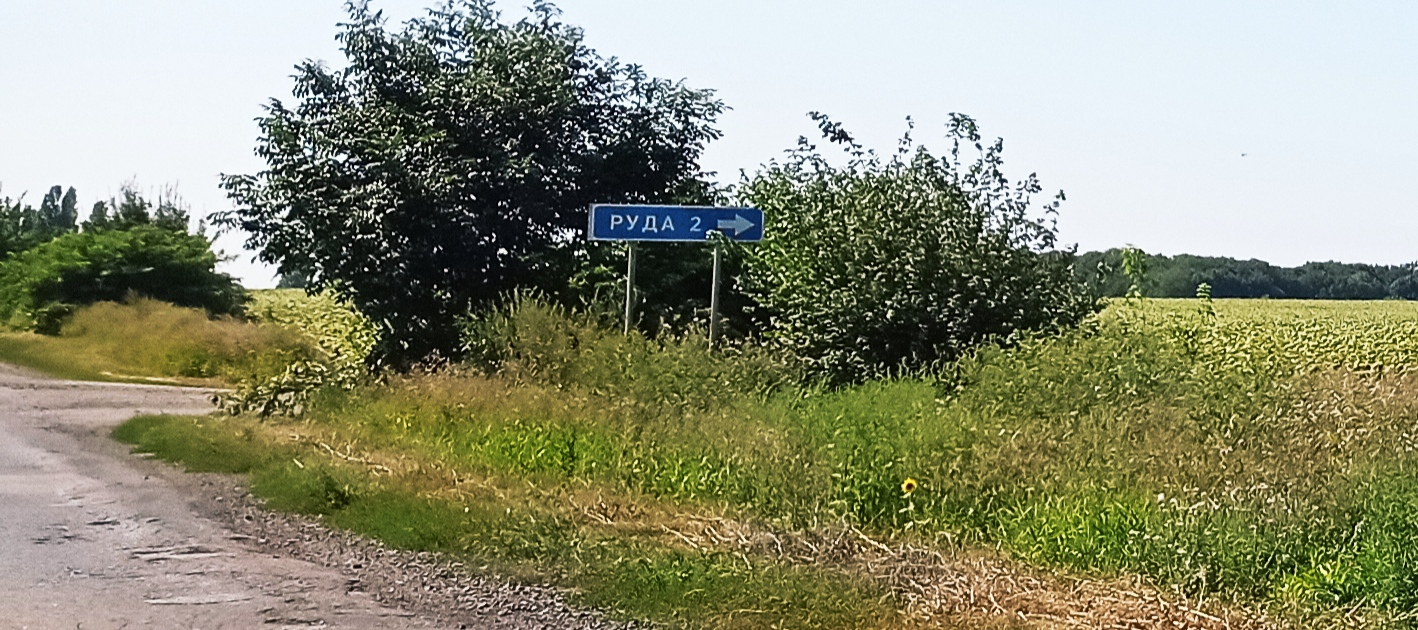
Руда. Дорожній вказівник